# Ellen-Cathrine Scheel
Ellen-Cathrine Scheel (* 26. November 1968) ist eine ehemalige norwegische Fußballspielerin.

## Karriere

### Vereine
Mit der im Jahr 1984 erstmals ausgetragenen offiziellen Meisterschaft im norwegischen Frauenfußball war Scheel dabei; sie spielte zunächst bis 1986 für die in Bærum in der Provinz Akershus ansässige Idrettslaget Jardar in der seinerzeitigen 1. Liga, Gruppe Ostnorwegen und ab 1987, mit Einführung der landesweit eingleisigen Eliteserien, in dieser höchsten Spielklasse. Bevor sie ihre Spielerkarriere beendete, war sie in der Spielzeit 1997 für einen Verein aus Lillehammer aktiv.

### Nationalmannschaft
Für die Nationalmannschaft bestritt Scheel in einem Zeitraum von sieben Jahren 27 Länderspiele. Ihr Länderspieldebüt am 3. Oktober 1985 in Oslo beim 2:2-Unentschieden im dritten Spiel der EM-Qualifikationsgruppe 1 krönte sie sogleich mit ihrem ersten Länderspieltor. Im Spieljahr 1986 bestritt sie vier Länderspiele, darunter die restlichen drei EM-Qualifikationsspiele der Gruppe 1. Im Spieljahr 1987 war sie achtmal für die Nationalmannschaft im Einsatz – dreimal in Folge in Oslo – im torlosen Freundschaftsspiel gegen die Nationalmannschaft der Niederlande und in den beiden Spielen der EM-Finalrunde, wobei letzteres mit dem 2:1-Sieg über die Nationalmannschaft Schwedens, zum Titelgewinn führte sowie dreimal in Folge in Blaine im Turnier um den Nordamerika-Pokal, das mit dem dritten Platz beendet wurde. Mit zwei weiteren EM-Qualifikationsspielen (3:3 vs. Finnland; am 10. September in Kerava und 0:1 vs. Dänemark; am 7. Oktober in Oslo) endete das Spieljahr. Dem FIFA-Frauen-Einladungsturnier 1988 in der Volksrepublik China, in denen sie – bis zum Titelgewinn der inoffiziellen Weltmeisterschaft – in allen sechs Spielen mitwirkte, ging ein weiteres EM-Qualifikationsspiel voraus und schlossen sich drei weitere an. Ihre letzten vier Länderspiele als Nationalspielerin für den NFF fanden allesamt bei der Premiere der Weltmeisterschaft 1991 in der Volksrepublik China statt. Sie bestritt alle drei Spiele der Gruppe A sowie das mit 3:2 n. V. gegen die Nationalmannschaft Italiens gewonnene Viertelfinale am 24. November 1991 in Jiangmen.

## Erfolge / Auszeichnung
Nationalmannschaft
- Finalist Weltmeisterschaft 1991
- Europameister 1987
- Sieger FIFA-Frauen-Einladungsturnier 1988 (inoffizielle Weltmeisterschaft)
- Wahl ins All-Star Team 1988